# National Institute of Allergy and Infectious Diseases
Il National Institute of Allergy and Infectious Diseases (NIAID, in italiano "Istituto Nazionale per le Allergie e le Malattie Infettive) è un ente del National Institutes of Health specializzato nella ricerca e prevenzione delle malattie infettive e immunologie e delle allergie.

## Storia
Le origini dell'istituzione risalgono al 1887, quando il corpo dei Marines decise di stabilire un piccolo centro di analisi e ricerca presso Staten Island (New York), a quel tempo luogo di arrivo di schiere di migranti provenienti da tutto il mondo, che spesso portavano con loro infezioni endemiche nei luoghi di provenienza. Come responsabile del cosiddetto Laboratory of hygiene ("laboratorio di igiene") venne selezionato il giovane ufficiale medico Joseph Kinyoun. Le strutture impiegate dal laboratorio attualmente fanno parte del Bayley Seton Hospital.
Il laboratorio nel 1891 per decisione del Congresso venne spostato a Washington con lo scopo di studiare le malattie infettive e altre problematiche di salute pubblica presenti sul territorio statunitense: allo scopo, si procedette a rinominarlo Hygienic Laboratory. Nel 1930, il Ransdell Act nuovamente riorganizzò l'istituto e lo tramutò nel National Institute of Health (a sua volta evolutosi nel 1948 a seguito della creazione di altri dipartimenti nell'odierno National Institutes of Health).
Nel 1955, il Congresso diede al dipartimento la denominazione attuale di National Institute of Allergy and Infectious Diseases.

## Organizzazione

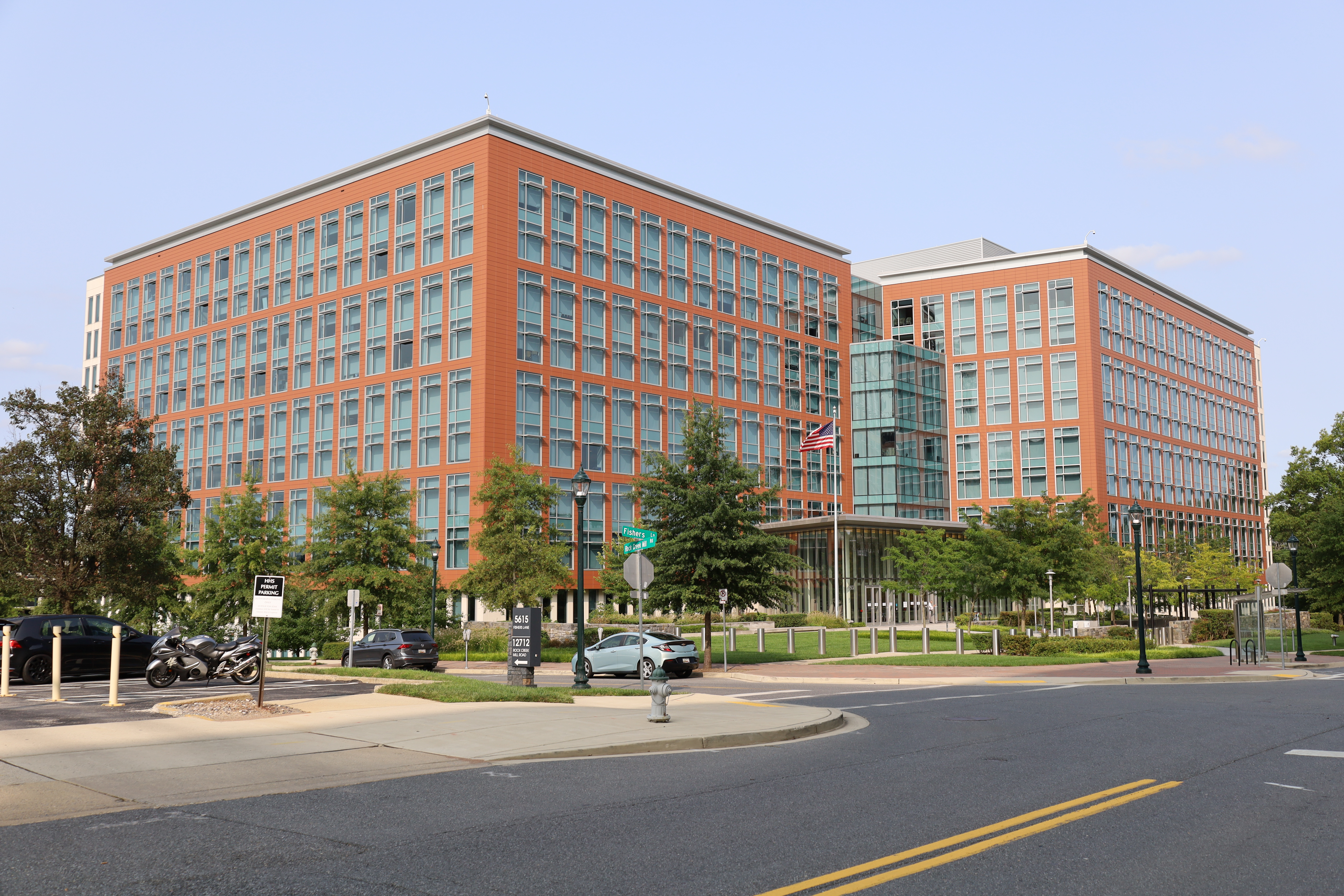
L'edificio del NIAID a North Bethesda (Maryland)

Il NIAID è strutturato in dipartimenti intramurali, che svolgono direttamente attività di ricerca, e dipartimenti extramurali, che si occupano di assegnare sovvenzioni, contratti e accordi di collaborazione presso università e centri di ricerca esterni.
I dipartimenti intramurali sono:
1. Dipartimento di Ricerca Clinica
2. Dipartimento di Ricerca Intramurale
3. Centro di Ricerca per i Vaccini

I dipartimenti extramurali sono:
1. Dipartimento per la Sindrome da Immunodeficienza Acquisita
2. Dipartimento per le Allergie, l'Immunologia e i Trapianti
3. Dipartimento di Microbiologia e Malattie Infettive
4. Dipartimento per le Attività Extramurali